# Rafael Domingo Oslé
Rafael Domingo Oslé (Logroño, 1963) es un jurista y catedrático español, estudioso del Derecho romano, Derecho comparado, Derecho global y teoría del derecho. Domingo es su primer apellido. En la actualidad, Domingo es titular de la Cátedra Álvaro d'Ors en el Instituto Cultura y Sociedad de la Universidad de Navarra.

## Educación
Licenciado (1985) y doctor en Derecho (1987) por la Universidad de Navarra, ambos con Premio extraordinario, amplió estudios en la Universidad de Múnich (LMU), como becario de la Fundación Alexander von Humboldt (1989 y 1995), en la Universidad de Roma-La Sapienza (1995) y, como visiting scholar, en la Universidad Columbia de Nueva York (2000 y 2009).

## Actividad académica y profesional
Profesor titular de Derecho romano (1989) y catedrático de Derecho romano de la Universidad de Cantabria (1993), en 1995 se incorporó a la Universidad de Navarra como sucesor de su maestro Álvaro d’Ors. En ella continúa prestando sus servicios, actualmente como titular de la Cátedra Álvaro d'Ors del Instituto Cultura y Sociedad, creada en febrero de 2020.
En la Universidad de Navarra, Domingo desempeñó los cargos de vicedecano (1995-1996) y Decano de su Facultad de Derecho (1996-1999). Desde su creación en 2003 y hasta 2009, dirigió la Cátedra Garrigues de Derecho global de la Universidad de Navarra, desde donde puso en marcha tres programas internacionales: The Anglo-American Law Program (AALP); The International Business Law Program (IBLP) y el Global Law Program (GLP). 
Durante el curso académico 2011-12 fue nombrado investigador (fellow) del Straus Institut for the Advanced Study of Law and Justice de la Facultad de Derecho de la Universidad de Nueva York, así como Emile Noël Senior Fellow del Centro Jean Monnet de la misma universidad. Desde 2012 hasta 2023 ha trabajado como Francisco de Vitoria Senior Fellow y Spruill Family Professor of Law and Religion en el Center for the Study of Law and Religion de la Emory University, en Atlanta. Desde 2018 Domingo es profesor visitante de la Facultad de Derecho de la Strathmore University in Nairobi, Kenia.
Rafael Domingo ha sido fundador y director de The Global Law Collection de  Aranzadi (2005-2014) y actualmente codirige la colección Raíces del Derecho de dicha editorial. Es coeditor de la Journal of Law and Religion (Cambridge University Press) y presidente de la Fundación Maiestas, desde la que coordina distintos proyectos culturales y sociales en América Latina y Asia. Ha sido colaborador habitual en el diario El Mundo (Madrid), El Español (periódico digital) (Madrid) y la CNN en Español. 
Domingo pertenece a diversas academias y asociaciones internacionales, como la Academia Austríaca de Ciencias (Viena) (académico correspondiente), la Academia Nacional de Derecho y Ciencia Sociales de Córdoba (Argentina) (académico correspondiente), la Real Academia de Jurisprudencia y Legislación (Madrid) (académico correspondiente), la Real Academia de Ciencias Morales y Políticas (Madrid) (académico correspondiente), la Academia Interamericana de derecho Internacional y Comparado, y a la Academia peruana de Ciencias Morales y Políticas.
Su labor profesional e investigadora ha sido reconocida con el Premio Rafael Martínez Emperador del Consejo General del Poder Judicial español, con la Medalla Toribio Rodríguez Mendoza del Tribunal Constitucional peruano, con la Medalla de Plata de la Universidad de Navarra, con la Medalla de Honor de la Academia Paraguaya de Derecho, y con la Medalla José Barandiaran de la Universidad Nacional de San Marcos. Domingo es doctor honoris causa por la Universidad Inca Garcilaso de la Vega y por la Universidad San Ignacio de Loyola (USIL), ambas en Lima. Sus estrechos vínculos con el Perú han sido reconocidos con el Diploma de honor del Congreso de la República del Perú, otorgado por el presidente de dicho Congreso (2016).

## Derecho global
Domingo considera que la existencia de un Derecho global, superador de la idea de clásica de Derecho internacional, es una exigencia de nuestros días, como lo fue el concepto del Derecho de gentes en la antigüedad, o el de Derecho internacional en la modernidad. Según Domingo la mayor diferencia existente entre el Derecho internacional y el Derecho global es que el primero se basa en la soberanía de los Estados, en tanto el Derecho global ha de fundarse en la dignidad de las personas. Para Domingo, el Derecho nace de la persona (ex persona oritur ius), no del Estado.
La globalización, entre otras consecuencias, ha originado que la humanidad como tal haya adquirido relevancia jurídica, se haya constituido, por razón de necesidad, en una comunidad política sui generis, incidental. Para evitar que sea dominada por criptocracias económicas, gobiernos imperialistas o plutocracias transnacionales, la humanidad debe organizarse jurídica y políticamente. Pero no como un Superestado o una suerte de Imperio, sino como una Antroparquía. Este es el nombre que propone Domingo para la forma de gobierno de la humanidad bajo un Derecho global. La Antroparquía estaría gobernada por una institución denominada Humanidad Unida, heredera de la ONU, de la que dependerían las restantes instituciones globales. El Derecho global ha de constituir un verdadero ordenamiento jurídico, con su propia regla de reconocimiento, si se sigue la terminología de H.L.A. Hart.
Para Domingo, la regla de reconocimiento sería la conocida regla jurídica, inspiradora de los sistemas democráticos: quod omnes tangit ab omnibus approbetur (lo que afecta a todos, debe ser aprobado por todos). El corazón de la institución Humanidad Unida sería su Parlamento Global. La única competencia de este parlamento consistiría en determinar qué materias y en qué medida gozan de lo que Domingo denomina reserva de globalidad, es decir, han de ser reguladas por el Derecho global. El Derecho global ha de constituir una parte muy pequeña del Derecho existente en el mundo, pero necesaria. Actuando al modo de los vasos comunicantes, el Derecho global permitiría equilibrar y armonizar sistemas jurídicos sin uniformarlos. Los principios de horizontalidad y subsidiariedad que informan el Derecho global impedirían que este se extienda más allá de su límite competencial, que es material, no territorial.

## Derecho romano, Derecho comparado, y derecho y religión
En el campo del Derecho romano, Domingo ha criticado la reconstrucción del Edicto Perpetuo propuesta por Otto Lenel. Domingo ha elaborado, apoyado en la reconstrucción de Adolph Friedrich Rudorff (1803-1873), una nueva reconstrucción del primer título edictal, que, en su opinión, versaría sobre la jurisdicción del pretor (De iurisdictione) y no sobre la jurisdicción municipal, como propuso Lenel. También ha analizado las relaciones entre la auctoritas y la potestas, dos conceptos genuinamente romanos, centrales en la filosofía de Álvaro d'Ors, que Domingo revisó en su libro Auctoritas (1999) ofreciendo un visión completa del pensamiento orsiano.
En el ámbito del Derecho comparado, Domingo ha prestado atención a las reglas jurídicas y aforismos latinos presentes en los diversos sistemas jurídicos, así como la formación del Derecho japonés moderno, muy particularmente de su Código civil. Para Domingo, la necesaria unificación jurídica, que no uniformación legislativa, debe llevarse a cabo más mediante la búsqueda y el desarrollo de reglas y principios comunes que de a través de imposiciones estatutarias o reglamentarias. Una sociedad globalizada, según Domingo, no puede prescindir de las ricas tradiciones jurídicas existentes en el orbe. Esto constituiría un error similar al de pretender imponer el inglés como lingua franca a base de prohibir el uso de las restantes lenguas.
En el ámbito de las relaciones entre el derecho y la religión, Domingo sostiene que la era de la globalización y de las nuevas tecnologías ha de ser profundamente espiritual y solidaria, también desde el punto de vista jurídico, o será opresivamente beligerante y destructiva. Domingo se acerca al derecho desde una perspectiva multidimensional y trata de explicar la profunda relación existente entre el derecho y la espiritualidad, así como los procesos de espiritualización del derecho. Domingo ha defendido una visión teísta de la realidad como la más adecuada para las sociedades pluralistas.

## Principales obras
- Estudios sobre el primer título del Edicto del Pretor (Universidad de Santiago de Compostela, 1992, 1993, 1995).
- Auctoritas (Ariel, 1999).
- Código civil japonés. Estudio preliminar, traducción y notas (Marcial Pons, 2000), con la colaboración de Nobuo Hayashi.
- Juristas universales (coordinador), 4 vols. (Marcial Pons, 2004).
- Ex Roma ius (Editorial Aranzadi, 2005).
- Álvaro d’Ors, una introducción a su obra (Editorial Aranzadi, 2005).
- Principios de Derecho Global. 1000 reglas jurídicas y aforismos comentados (Editorial Aranzadi, 2006), en colaboración con Javier Ortega, Beatriz Rodríguez Antolín y Nicolás Zambrana.
- ¿Qué es el Derecho Global?  (Editorial Aranzadi, 2008).
- Elementos de Derecho Romano (Editorial Aranzadi, 2010).
- The New Global Law (Cambridge University Press, 2010).
- God and the Secular Legal System (Cambridge University Press, 2016).
- Roman Law. An Introduction (Routledge, 2018).
- Great Christian Jurists in Spanish History (Cambridge University Press, 2018), coeditor con Javier Martínez Torrón
- Great Christian Jurists in French History (Cambridge University Press, 2019), coeditor con Olivier Descamps.
- Christianity and Global Law (Routledge, 2020), coeditor con John Witte, Jr.
- Law and the Christian Tradition in Italy (Routledge, 2020), coeditor con Orazio Condorelli.
- Law and the Christian Tradition in Poland (Routledge, 2021), coeditor con Franciszek Longchamps de Bérier.
- Law and Christianity in Latin America (Routledge, 2021), coeditor con Matthew C. Mirow.
- Derecho y Trascendencia (Editorial Aranzadi, 2023).
- Law and Religion in a Secular Age (Catholic University of America Press, 2023).
- The Oxford Handbook of Christianity and Law (Oxford University Press, 2023), coeditor con John Witte, Jr.
- Espiritualizarse (Rialp, 2024), en coautoria con Gonzalo Rodríguez-Fraile
- El sentido del cristianismo (La Esfera de los Libros, 2025).